# NGC 3236
NGC 3236 (другие обозначения — MCG 10-15-81, ZWG 290.40, NPM1G +61.0079, PGC 30711) — очень компактная линзовидная галактика в созвездии Большой Медведицы. Открыта Джоном Гершелем 25 марта 1832 года.

## Описание
Объект расположен в созвездии Большой Медведицы.
Согласно базе данных SIMBAD, NGC 3236 является галактикой LINER, то есть галактикой, ядро которой имеет эмиссионный спектр, характеризующийся широкими линиями слабо ионизированных атомов.
Измерение, не основанное на красном смещении, даёт расстояние около 98,800 Мпк (∼322 млн а.е.). Неопределённость этого значения не указана в базе данных NED и находится за пределами расстояний, рассчитанных с использованием значения смещения. Космологическое красное смещение z = 0,03103(1).
Джон Дрейер описал объект как «чрезвычайно слабая, очень маленькая, довольно неожиданно яркая середина, две звезды с 11-й по 12-ю звёздную величину к востоку».
Этот объект входит в число перечисленных в оригинальной редакции «Нового общего каталога».

## Обнаружение и наблюдения
Галактика открыта английским астрономом Джоном Гершелем 25 марта 1832 года.
Галактика является спиральной, однако её тип по морфологической классификации галактик точно не определён. Видимая звёздная величина составляет 14,4m, фотографическая звёздная величина — 15,4m, поверхностная яркость — 12,9m с квадратной минуты дуги.
Экваториальные координаты галактики: прямое восхождение — 10ч 26м 48,4с, склонение — +61° 16′ 24″ (координаты относятся к эпохе J2000.0). Угловое положение — 48°. Радиальная скорость — 9158 км/с.